# Loi de distribution des vitesses de Maxwell
En théorie cinétique des gaz, la loi de distribution de vitesses de Maxwell quantifie la répartition statistique des vitesses des particules dans un gaz homogène à l'équilibre thermodynamique. Les vecteurs vitesse des particules suivent une loi normale. Cette loi a été établie par James Clerk Maxwell en 1860, et confirmée ultérieurement par Ludwig Boltzmann à partir de bases physiques qui fondent la physique statistique en 1872 et 1877.
Cette distribution a d'abord été définie et utilisée pour décrire la vitesse des particules du gaz parfait, où les particules se déplacent librement sans interagir les unes avec les autres, à l'exception de très brèves collisions au cours desquels elles échangent de l'énergie et de la quantité de mouvement. Le terme particule dans ce contexte se réfère uniquement aux particules à l'état gazeux (atomes ou molécules), et le système de particules considéré est supposé avoir atteint l'équilibre thermodynamique. Les énergies de ces particules suivent ce qui est connu sous le nom de statistique de Maxwell-Boltzmann, et la distribution statistique des vitesses est obtenue en assimilant les énergies des particules à leur énergie cinétique.
Mathématiquement, la distribution de Maxwell – Boltzmann est la loi du χ avec trois degrés de liberté (les composantes du vecteur vitesse dans l'espace euclidien), avec un paramètre d'échelle qui mesure des vitesses en unités proportionnelles à la racine carrée de {\displaystyle T/m} (le rapport entre la température et la masse des particules).
La distribution de Maxwell-Boltzmann est un résultat de la théorie cinétique des gaz. Il fournit une explication simplifiée à de nombreuses propriétés fondamentales des gaz, dont la pression et la diffusion. La distribution de Maxwell – Boltzmann s'applique aux vitesses des particules en trois dimensions, mais elle se révèle dépendre uniquement de la norme de la vitesse des particules. Une distribution de probabilité de vitesse de particules indique les vitesses les plus probables. La théorie cinétique des gaz s'applique au gaz parfait. Pour les gaz réels, divers effets (par exemple, la présence d'interactions de van der Waals ou de tourbillons, aussi appelés vortex) peuvent rendre la distribution de vitesse différente de la loi de Maxwell – Boltzmann. Cependant, les gaz raréfiés à des températures ordinaires se comportent presque comme le gaz parfait et la loi de distribution de vitesse de Maxwell est une excellente approximation pour ces gaz. Les plasmas, qui sont des gaz ionisés de faible densité, ont souvent des distributions de particules partiellement ou entièrement maxwelliennes.

## Énoncé
Soit {\displaystyle G({\vec {v}})} la densité de probabilité de la vitesse {\displaystyle {\vec {v}}=(v_{1},v_{2},v_{3})} dans un milieu à l'équilibre thermodynamique. Son expression est :
{\displaystyle G({\vec {v}})=G(v_{1},v_{2},v_{3})=\left({\frac {m}{2\pi k_{B}T}}\right)^{3/2}\mathrm {e} ^{-{\frac {mv^{2}}{2k_{B}T}}}=\prod _{i=1}^{3}\underbrace {\left({\frac {m}{2\pi k_{B}T}}\right)^{1/2}\mathrm {e} ^{-{\frac {mv_{i}^{2}}{2k_{B}T}}}} _{g(v_{i})}},
où
- {\displaystyle m} est la masse de chacune des particules ;
- {\displaystyle k_{B}} est la constante de Boltzmann ;
- {\displaystyle T} est la température thermodynamique.

## Propriétés
Plusieurs propriétés peuvent être énoncées.
- Il s'agit d'une densité de probabilité, donc la norme de cette distribution est égale à l'unité :

{\displaystyle \int G({\vec {v}})\mathrm {d} {\vec {v}}=\int _{-\infty }^{\infty }\int _{-\infty }^{\infty }\int _{-\infty }^{\infty }G(v_{1},v_{2},v_{3})\mathrm {d} v_{x}\mathrm {d} v_{y}\mathrm {d} v_{z}=1}.
- La distribution ne dépend que de la norme de la vitesse, ce qui implique son isotropie :

{\displaystyle g_{1}(v_{1})=g_{2}(v_{2})=g_{3}(v_{3})=g(v_{i})\,,\quad \forall i}.
- Elle est donnée dans un milieu au repos. Le flux de quantité de mouvement et donc la vitesse moyenne {\displaystyle \langle {\vec {v}}\rangle } à l'échelle macroscopique y sont nuls :

{\displaystyle \langle {\vec {v}}\rangle =\int {\vec {v}}\,G({\vec {v}})\,\mathrm {d} {\vec {v}}={\vec {0}}}.
- La densité de probabilité de la norme de la vitesse est obtenue en calculant la densité de probabilité dans l'intervalle de vitesses {\displaystyle (v,v+\mathrm {d} v)} , de volume {\displaystyle 4\pi v^{2}\mathrm {d} v} :Distribution de la norme de la vitesse de molécules d'oxygène, à −100 °C, 20 °C et 600 °C

{\displaystyle f(v)=4\pi v^{2}G(v)={\sqrt {\frac {2}{\pi }}}\left({\frac {m}{k_{B}T}}\right)^{3/2}v^{2}\,\mathrm {e} ^{-{\frac {mv^{2}}{2k_{B}T}}}}.

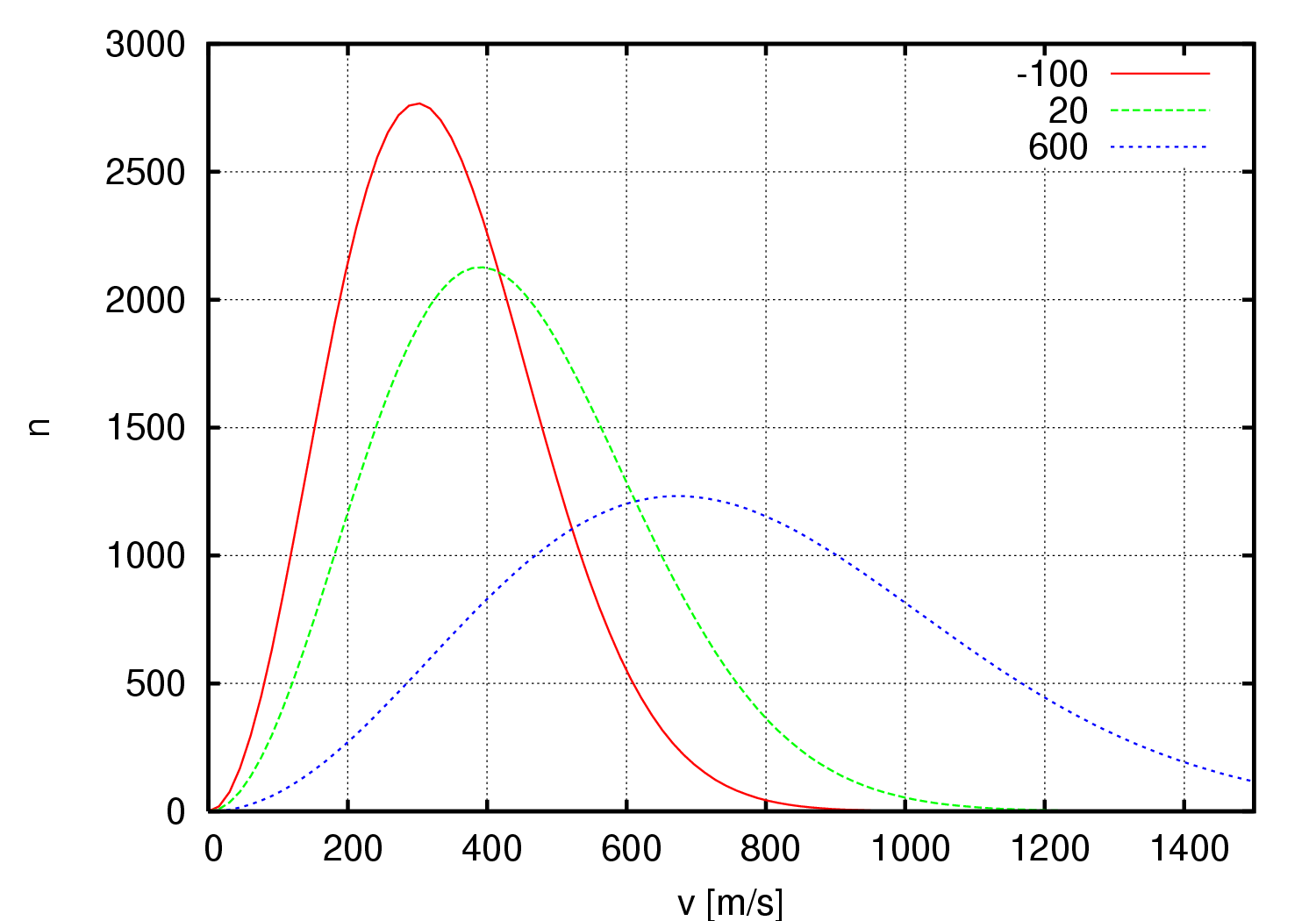
Distribution de la norme de la vitesse de molécules d'oxygène, à, et

- La norme de la vitesse la plus probable (donnée par {\displaystyle f'(v)=0}) peut être déduite : {\displaystyle v_{p}={\sqrt {\frac {2k_{B}T}{m}}}}.
- La moyenne de la norme de la vitesse est : {\displaystyle \langle v\rangle ={\sqrt {\frac {8k_{B}T}{\pi m}}}>v_{p}}
- L'énergie cinétique de translation moyenne d'une particule, liée à la vitesse quadratique moyenne :

{\displaystyle \langle E_{c}\rangle ={\frac {1}{2}}m\langle v^{2}\rangle ={\frac {1}{2}}m\int _{0}^{\infty }v^{2}f(v)\,\mathrm {d} v={\frac {3k_{B}T}{2}}}.
Cette quantité suffit à déterminer l'énergie interne d'un gaz parfait monoatomique constitué de {\displaystyle N} particules (atomes), pour lesquelles seuls les mouvements de translation sont possibles, considéré à l'échelle macroscopique : {\displaystyle U={\frac {3}{2}}Nk_{B}T}. Dans des cas plus généraux, il faut y inclure les énergies cinétiques de rotations des molécules ainsi que les énergies (cinétiques et potentielles) de vibrations dans le cas des hautes températures.
- Il n'est pas possible de déduire de cette distribution celle des positions des particules dont on sait par ailleurs qu'elle est uniformément distribuée.

## Obtention de la distribution par la physique statistique

### La fonction de distribution
Dans le cadre de la physique statistique, en considérant que le système étudié {\displaystyle {\mathcal {S}}} est en équilibre thermique avec un réservoir {\displaystyle {\mathcal {R}}}, l'ensemble constitue un ensemble canonique. La seule énergie prise en compte dans le cas de la distribution de Maxwell est l'énergie cinétique des particules qui constituent le système {\displaystyle {\mathcal {S}}} : elle s'étend sur un domaine continu de 0 à l'infini. La probabilité que le système {\displaystyle {\mathcal {S}}} ait une énergie dans la tranche d'énergie {\displaystyle [E,E+\mathrm {d} E]} est donnée par :
{\displaystyle \mathrm {d} \mathbb {P} (E)=F(E)\mathrm {d} E={\frac {\rho (E)\,\mathrm {e} ^{-\beta E}\mathrm {d} E}{Z}}={\frac {\rho (E)\,\mathrm {e} ^{-\beta E}\mathrm {d} E}{\int _{0}^{\infty }\rho (E)\,\mathrm {e} ^{-\beta E}\mathrm {d} E}}},
où {\displaystyle F(E)} est une densité de probabilité de l'énergie {\displaystyle E}, {\displaystyle \rho (E)} est la densité d'états et {\displaystyle Z} est la fonction de partition canonique. Le nombre de micro-états qui ont une énergie dans la tranche d'énergie {\displaystyle [E,E+\mathrm {d} E]} est {\displaystyle \mathrm {d} N_{E}=\rho (E)\mathrm {d} E}. Puisque l'énergie {\displaystyle \textstyle E={\frac {1}{2}}mv^{2}} ne dépend que de la norme de la vitesse, on peut dénombrer ces micro-états par intégration dans l'espace des vitesses en coordonnées sphériques : ils ont une vitesse comprise dans le domaine {\displaystyle [v,v+\mathrm {d} v]} d'où
{\displaystyle \mathrm {d} N_{E}=v^{2}\mathrm {d} v\int _{0}^{\pi }\sin \theta \,\mathrm {d} \theta \int _{0}^{2\pi }\mathrm {d} \varphi =4\pi v^{2}\mathrm {d} v}.
La probabilité peut alors s'exprimer comme suit en faisant apparaître la densité de probabilité {\displaystyle f(v)} :
{\displaystyle \mathrm {d} \mathbb {P} (E)=\mathrm {d} \mathbb {P} (v)=f(v)\mathrm {d} v={\frac {4\pi v^{2}\,\mathrm {e} ^{-{\frac {\beta mv^{2}}{2}}}\mathrm {d} v}{\int _{0}^{\infty }4\pi v^{2}\,\mathrm {e} ^{-{\frac {\beta mv^{2}}{2}}}\mathrm {d} v}}=\left({\frac {m\beta }{2\pi }}\right)^{3/2}\,4\pi \,v^{2}\,\mathrm {e} ^{-{\frac {\beta mv^{2}}{2}}}\mathrm {d} v}.

### Le lien avec la thermodynamique
L'identification de la constante {\displaystyle \beta } est liée à la température thermodynamique par l'intermédiaire de l'entropie {\displaystyle S} :
{\displaystyle \mathrm {d} S=k_{B}\beta \delta Q\equiv {\frac {\delta Q}{T}}\quad \Rightarrow \quad \beta ={\frac {1}{k_{B}T}}}.
où {\displaystyle \delta Q} est la chaleur qui correspond à une variation d'entropie {\displaystyle \mathrm {d} S}.
D'où l'énergie interne :
{\displaystyle U={\frac {1}{2}}m\langle v^{2}\rangle ={\frac {3k_{B}T}{2}}}.
Question : l'énergie interne ne devrait-elle pas inclure le nombre N de particules (comme énoncé plus haut) ? Vu autrement, il faut que les deux membres de l'égalité soit des quantités extensibles. En l'état, cette formule donne l'énergie cinétique de translation moyenne d'une particule.

## Obtention par l'analyse de la fonction

### La fonction de distribution
L'hypothèse de départ est l'isotropie de la densité de probabilité : elle ne dépend pas de la direction étudiée. Cette hypothèse implique un désordre maximal et donc un système qui peut être caractérisé par un minimum d'information. En termes de théorie de l'information c'est une condition nécessaire d'entropie maximale. Par ailleurs l'isotropie entraîne une vitesse d'ensemble (vitesse moyenne macroscopique) nulle : {\displaystyle \langle {\vec {v}}\rangle =0}. Le système macroscopique étudié est au repos dans le repère dans lequel on se place.
On suppose donc qu'il existe une distribution unique {\displaystyle g} qui s'applique aux trois composantes de la vitesse :
{\displaystyle G(v_{1},v_{2},v_{3})=g_{1}(v_{1})g_{2}(v_{2})g_{3}(v_{3})=g(v_{1})g(v_{2})g(v_{3})},
D'où l'on tire :
{\displaystyle {\frac {\partial G(v_{1},v_{2},v_{3})}{\partial v_{i}}}={\frac {G(v_{1},v_{2},v_{3})}{g(v_{i})}}{\frac {\mathrm {d} g(v_{i})}{\mathrm {d} v_{i}}}\,,\ \forall i}.
D'autre part, en utilisant la relation {\displaystyle v={\sqrt {v_{1}^{2}+v_{2}^{2}+v_{3}^{2}}}} :
{\displaystyle {\frac {\partial G(v_{1},v_{2},v_{3})}{\partial v_{i}}}={\frac {\partial G(v_{1},v_{2},v_{3})}{\partial v}}{\frac {\partial v}{\partial v_{i}}}={\frac {\partial G(v_{1},v_{2},v_{3})}{\partial v}}{\frac {v_{i}}{v}}}.
Ce qui permet d'établir :
{\displaystyle {\frac {1}{v\,G(v_{1},v_{2},v_{3})}}{\frac {\partial G(v_{1},v_{2},v_{3})}{\partial v}}={\frac {1}{v_{i}g(v_{i})}}{\frac {\mathrm {d} g(v_{i})}{\mathrm {d} v_{i}}}\,,\ \forall i}.
Le terme de gauche inclut a priori tous les {\displaystyle v_{i}} tandis que le terme de droite n'inclut qu'un seul d'entre eux. Ainsi, si on applique cette observation à la première composante on en conclut que le terme de droite et donc celui de gauche excluent {\displaystyle v_{2}} et {\displaystyle v_{3}}. Avec le même raisonnement sur les autres composantes on exclut finalement toute dépendance en {\displaystyle v_{i}} et on conclut donc que chacun des termes est constant :
{\displaystyle {\frac {1}{v_{i}g(v_{i})}}{\frac {\mathrm {d} g(v_{i})}{\mathrm {d} v_{i}}}=\gamma \quad \Rightarrow \quad {\frac {\mathrm {d} g(v_{i})}{g(v_{i})}}=\gamma v_{i}\mathrm {d} v_{i}}.
Après intégration :
{\displaystyle \ln g(v_{i})-\ln \alpha ={\frac {\gamma }{2}}v_{i}^{2}\quad \Rightarrow \quad g(v_{i})=\alpha \,\mathrm {e} ^{{\frac {\gamma }{2}}v_{i}^{2}}}.
La constante {\displaystyle \gamma } est nécessairement négative pour prévenir des vitesses infinies.
Par normalisation on obtient :
{\displaystyle g(v_{i})={\sqrt {\frac {-\gamma }{2\pi }}}\,\mathrm {e} ^{{\frac {\gamma }{2}}v_{i}^{2}}}.

### Lien avec la thermodynamique
L'identification de la constante s'obtiendra en faisant le lien avec la température thermodynamique par l'intermédiaire de l'énergie interne. Ainsi :
{\displaystyle \langle v_{i}^{2}\rangle ={\frac {1}{3}}\langle v^{2}\rangle =\int _{0}^{\infty }v_{i}^{2}g_{i}(v_{i})\mathrm {d} v_{i}=-{\frac {1}{\gamma }}}
et :
{\displaystyle {\frac {1}{2}}m\langle v^{2}\rangle ={\frac {3k_{B}T}{2}}=-{\frac {3m}{2\gamma }}\quad \Rightarrow \quad \gamma =-{\frac {m}{k_{B}T}}}.

## Obtention de la distribution à partir de l'équation de Boltzmann
On peut retrouver la distribution à partir de l'équation de Boltzmann qui décrit un milieu en déséquilibre thermodynamique. La distribution maxwellienne est retrouvée comme solution à l'ordre zéro d'un développement asymptotique. Elle correspond aux équations d'Euler.